# Satoshi Yoshida
Satoshi Yoshida (吉田 智志 Yoshida Satoshi?, nacido el 10 de febrero de 1990 en Kumamoto) es un exfutbolista japonés. Jugaba de guardameta y su único club fue el Roasso Kumamoto de Japón.

## Trayectoria

### Clubes
| Club            | País  | Año         |
| --------------- | ----- | ----------- |
| Roasso Kumamoto | Japón | 2008 - 2009 |